# インフルエンザ検定
インフルエンザ検定（いんふるえんざけんてい）とは、日本ハートマスク協会が主催する検定試験の通称。正式名称はインフルエンザ検定試験である。インフル検定と略称されることもある。
「咳をする人こそマスクをすることで、感染症の流行拡大を抑制しよう」というハートマスク運動の趣旨を広める目的で実施されている。
そのため、インフルエンザの医学的知識を問うだけでなく、社会問題や心理学などの分野からも出題されている。
合格者には合否通知と認定証書を発送するが、希望者には合格証を発行している。

## 概要
受験級は、以下の4つに分けられていて、日本ハートマスク協会は認定基準を以下のように設定している。
- 1級　職場や学校などで、指導的な役割を担うに十分な知識を有する
- 準1級　1級に準ずる知識を有する
- 2級　自分自身や周囲の人たちを守るために必要な知識を有する（大学生以上程度）
- 3級　インフルエンザに関する基礎的な知識を有する（中高校生以上程度）

試験は各級とも基本的に四者択一である。

## 実施要項・日程
試験日は年2回、インフルエンザの流行時期の前後、基本的に3月、11月に行われるが例外もある。